# Tenedos inflatus
Tenedos inflatus là một loài nhện trong họ Zodariidae.
Loài này thuộc chi Tenedos. Tenedos inflatus được Rudy Jocqué & Léon Baert miêu tả năm 2002.